# Marabú africà
El Marabú africà (Leptoptilos crumeniferus) és una espècie d'ocell de la família dels cicònids que hom pot observar en zones de sabana i àrees obertes prop de l'hàbitat humà a tota l'Àfrica subsahariana, a excepció de les zones de bosc dens.